# Hounslow
Hounslow é um distrito no borough de Hounslow, na Região de Londres, na Inglaterra. Tem 254000 habitantes (2011). Fica a 5 km do Aeroporto de Heathrow.

## Personalidades notáveis
- David Attenborough (1926-) – naturalista
- Kate Beckinsale (1973–) – atriz
- Jimmy Carr (1972–) – comediante
- Phil Collins (1951–) – cantor
- Sophie Ellis-Bextor (1973–) – cantora
- Ian Gillan (1945–) – cantor
- Alistair Overeem (1980–) – kickboxer
- Jimmy Page (1944–) – músico
- Naomi Scott (1993–) – atriz
- Pete Townshend – (1945–) – músico
- Kim Wilde – (1960–) – cantora